# Stiefelmeyer's
Stiefelmeyer's es un edificio comercial histórico ubicado en Cullman, Alabama, Estados Unidos.

## Historia
La tienda fue fundada en 1888 y ocupó un almacén de dos pisos hasta que fue destruida por un incendio en 1892. Aunque el ladrillo ya se había convertido en el material de elección para los edificios comerciales de la ciudad, el actual Stiefelmeyer's se construyó en 1892 con madera. En 1900 se edificó una adición, ampliando el edificio a su tamaño actual. A diferencia de otros edificios comerciales de madera que fueron destruidos por el fuego y reemplazados por estructuras de ladrillo, Stiefelmeyer's sigue siendo el único ejemplo del material de construcción que alguna vez fue dominante en el Distrito histórico de Cullman.

## Descripción
El edificio de dos pisos fue diseñado en estilo italianizante, tiene una cornisa alta con ménsulas en forma de voluta y modillones. La fachada frontal presenta dos juegos de puertas de doble hoja, cada una flanqueada por grandes ventanales que descansan sobre paneles de base de mármol. Un dosel con techo tipo cobertizo, similar al que se instaló alrededor de 1900, cubre la acera a lo largo del frente. Las puertas y ventanas del primer piso están cubiertas con travesaños de vidrio prismático. Hay dos entradas más a lo largo del lado de 2nd Street, una en el medio y una entrada empotrada cerca de la parte trasera. Varias ventanas de guillotina uno sobre uno con pequeños travesaños también se alinean en el costado del edificio. El segundo piso en la parte delantera y lateral también tiene filas de ventanas uno sobre uno.
El edificio fue incluido en el Registro de Monumentos y Patrimonio de Alabama en 1978 y en el Registro Nacional de Lugares Históricos en 1983.